# Matelea sprucei
Matelea sprucei är en oleanderväxtart som beskrevs av G. Morillo. Matelea sprucei ingår i släktet Matelea och familjen oleanderväxter. Inga underarter finns listade i Catalogue of Life.